# Intel 8052
Intel 8052 – opracowany przez firmę Intel ośmiobitowy mikrokontroler, niskiej mocy, dużej wydajności, wykonany w technologii CMOS, o architekturze programowej CISC. Jest to następca mikrokontrolera 8051.

## Specyfikacja mikrokontrolera 8052
- ośmiobitowa jednostka arytmetyczno-logiczna (ALU)
- częstotliwość zegara – operowanie w zakresie 0 Hz – 36 MHz
- 6 źródeł przerwań
- 8 kB programowalnej pamięci wewnętrznej Flash EEPROM (do 1000 zapisów)
- 256 B pamięci wewnętrznej RAM
- Rejestry specjalne SFR
- układ generatora sygnału taktującego
- cztery ośmiobitowe równoległe porty P0…P3
- jeden uniwersalny port szeregowy
- trzy liczniki/czasomierze (timery T0, T1 i T2)
- programowalny kanał szeregowy
- system przerwań z układem priorytetów
- tryb pracy z niskim zasilaniem

## Timer T2
Timery T0 oraz T1 są zgodne z timerami mikrokontrolera 8051. Wprowadzony w tym modelu Timer T2 to 16-bitowy licznik, który może działać jako timer lub licznik zdarzeń. Jako licznik może działać w jednym z następujących trybów:
- 16-bitowy licznik z auto-przeładowaniem,
- 16-bitowy licznik z przechwyceniem (przechwycone zdarzenie można wykorzystać jako sygnał dla przerwania),
- generator impulsów transmisji.